# Medina nervosa
Medina nervosa är en tvåvingeart som först beskrevs av Wulp 1890.  Medina nervosa ingår i släktet Medina och familjen parasitflugor. Inga underarter finns listade i Catalogue of Life.